# Estação Ferroviária de Cacuso
Cacuso é uma interface ferroviária no Caminho de Ferro de Luanda que serve a localidade de Cacuso, na província de Malanje, em Angola.

## Serviços
A interface é servida por comboios de longo curso no trajeto Musseques–Malanje.